# Science 1994
Science 1994 es el quinto trabajo musical realizado por la banda de emo y screamo Indian Summer. Fue lanzado en 2002 bajo el sello discográfico Future Recordings.

## Canciones
1. Aren't you an angel - 4:41
2. Millimeter - 2:31
3. Angry son - 7:26
4. Orchard - 3:57
5. Reflections on milkweed - 3:18
6. Touch the wings of an angel... doesn't mean you can fly - 3:15
7. Truman
8. I think your train is leaving - 4:35
9. Sugar pill - 3:48